# Große Montmorency
Die Große (Glaskirsche von) Montmorency (auch Kirsche von Kent) ist eine Zuchtsorte der Sauerkirsche (Prunus cerasus). Sie ist in den Vereinigten Staaten und Kanada die beliebteste Sorte.
Die Kirschen werden für den Frischverzehr und zur Konservierung empfohlen. Sie werden aber hauptsächlich verarbeitet, häufig für Kuchen, Marmelade und Nasskonserven. Es werden auch getrocknete Früchte, Saft(-konzentrat) und Schnaps angeboten.
Sie wird zur Sortengruppe der Amarellen/Glaskirschen gezählt, die sich durch eine hellere rote Farbe auszeichnen, wogegen die dunkleren Morellen stehen. Es existieren mehrere Mutanten. Der Name bezieht sich auf einen Ort im Tal der Oise in der Nähe von Paris (Frankreich).

## Beschreibung
Der mittelstarkwüchsige Baum erreicht eine mittlere Größe und ist anfällig für die Sprühfleckenkrankheit.
Er kommt früh in Ertrag und trägt dann auch ohne Fremdbefruchtung vergleichsweise regelmäßig, überwiegend an einjährigem Holz. Die großen Früchte reifen spät. Sie haben eine sehr dünne Schale von leuchtend heller (bei einigen Bäumen dunklerer) roter Farbe, ein zartes Fruchtfleisch mit einer besonderen Süße und Konsistenz und einen farblosen, leicht herben Saft.

## Bedeutung
Nennenswerte Anbaugebiete sind oder waren die Île-de-France in Frankreich, Ontario in Kanada, Michigan und Door County (Wisconsin) in den USA, sowie in Teilen des indisch verwalteten Kaschmirs (Ladakh, Jammu und Kashmir).
In Michigan werden jährlich um 90.000 Tonnen angebaut (2012, 2022), vor allem in der Region der Grand Traverse Bay am Michigansee. Sie brachten 2022 pro Kilo etwa 0,45 US-Dollar ein.

## Geschichte
Ein Buch aus dem Jahr 1690 beschreibt Montmorency-Kirschen und nennt zweierlei Sorten: eine mit langen Stielen und eine mit kurzen Stielen, mit ansonsten vergleichbaren Merkmalen, deren letztere mehr geschätzt wird.
Sie wird seit dem 18. Jahrhundert am Rande des Montmorency-Waldes angebaut. Die Gemeinden Soisy-sous-Montmorency und Saint-Prix gehören hier zu den letzten Anbauorten.
Ende des 18. Jahrhunderts erhielt Paris täglich 7000 bis 8000 Korbfüllungen an Früchten aus dem Montmorency-Tal. Die Kirschen dieser Herkunft und aus den Hügeln von Meudon wurden vom Adel sehr geschätzt. Die übermäßige Ausbeutung der Sorte führte jedoch zu ihrem allmählichen Niedergang.
Über England kam der Baum in die Vereinigten Staaten und wird hier spätestens seit Anfang des 20. Jahrhunderts angebaut.
2023 wurde ein vollständiges sequenziertes Genom veröffentlicht.